# Rață catifelată
Rață catifelată (Melanitta fusca) este o rață de mare, care se înmulțește în nordul extrem al Europei și în Palearctica, la vest de bazinul fluviului Enisei. Numele genului combină cuvintele grecești antice melas, care înseamnă „negru”, și netta, care înseamnă „rață”. Numele speciei provine din latinescul fuscus „maro închis”.

## Galerie

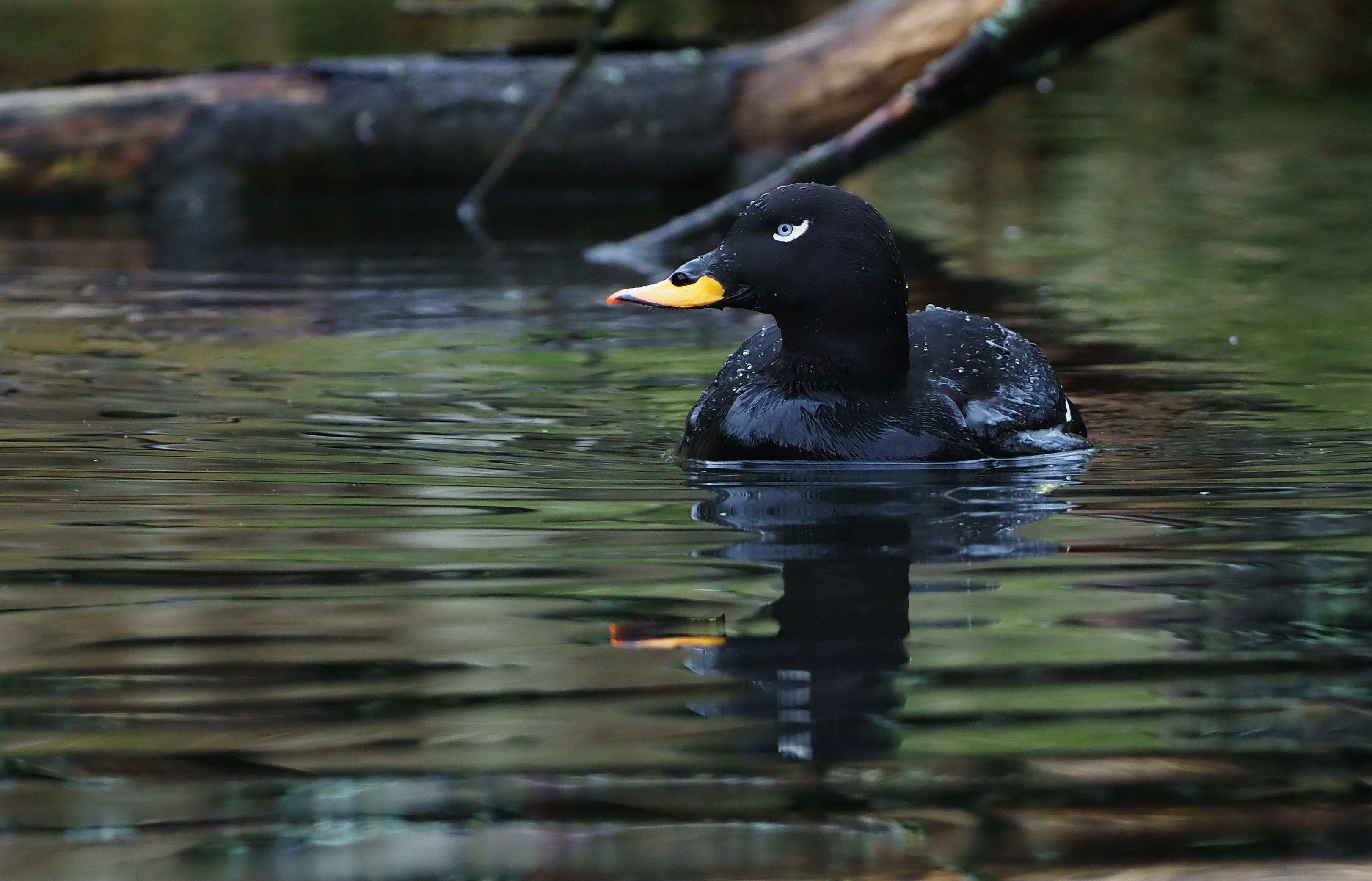
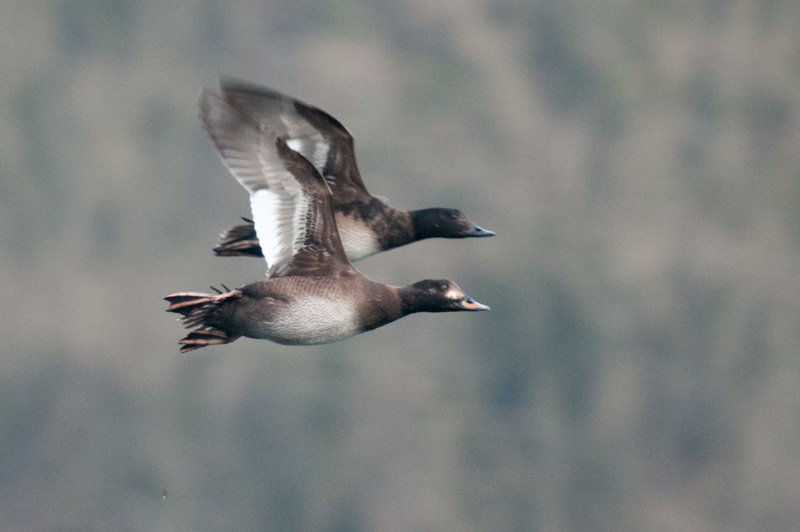
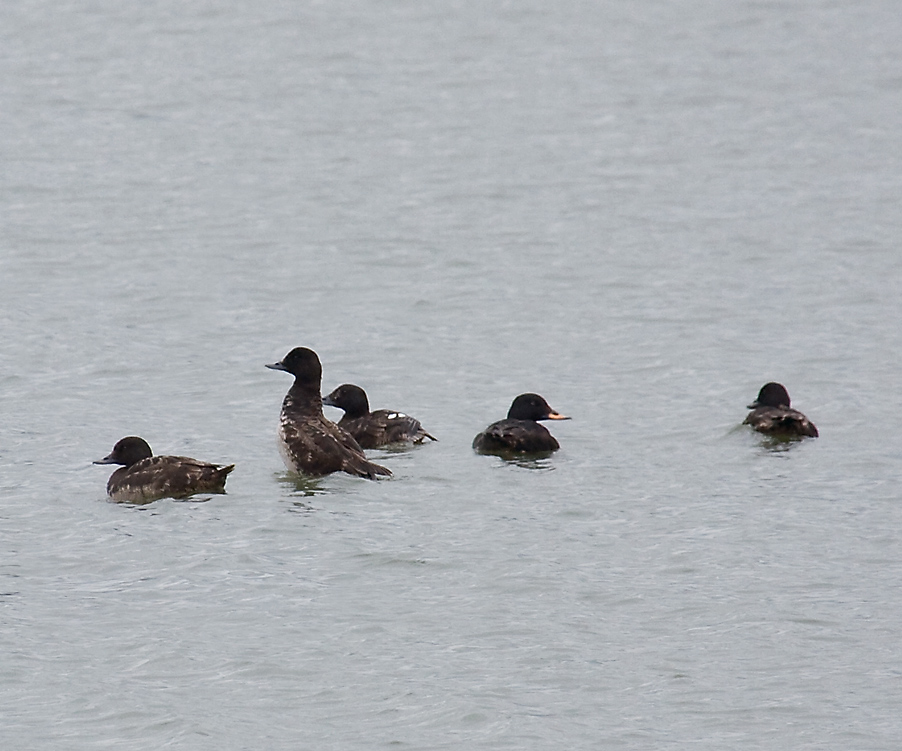